# 原宿RUIDO
原宿RUIDO（はらじゅくルイード）は、原宿・竹下通り脇にあるライブハウス。2007年に撤退、閉鎖されるが、2022年に再オープン。

## 概要
「イカ天」や「ホコ天」の追い風を受け、バンドブームの象徴として音楽シーンを牽引してきたライブハウス。
RUIDOのステージに立つには、競争率の高い厳しいオーディションがあった。そして、音楽で身を立てようとする者にとってRUIDOでライブを行う事が1つのステイタスでもあった。
数多くの有名ミュージシャンもそのステージを目標として音楽活動を行っていた。
ruidoとはスペイン語で「騒音、物音」(英noise）を意味する。
その歴史、出来事などについては、音楽評論家である富沢一誠の著書『新宿ルイード物語―ぼくの青春と音楽』（講談社、1988年）に詳しく書かれている。
2022年7月1日、ライブハウス「原宿RENON（）」が改称するかたちで「原宿RUIDO」の名称が復活、再オープンした。
- 所在地：東京都渋谷区神宮前1丁目15-2 神宮前115ビルB1・1F
- 最寄り駅：JR山手線原宿駅、東京メトロ千代田線明治神宮前駅

## 歴史
- 1972年に新宿でオープン。
- 1987年にビルの4階にあった新宿RUIDOが"振動問題"により撤退。
- 1989年12月に原宿RUIDOがオープン（15年続いた新宿からの移転）。
- 2007年3月11日をもって原宿より撤退。約17年続いた原宿から発祥の地・新宿へ移転し、新宿RUIDO K4（しんじゅくルイードケーフォー）となる。その後、RUIDOは新宿だけでなく、渋谷・池袋、さらには大阪の心斎橋まで展開する様になった。4つのライブハウスでロック・ポップス系を中心にインディーズ、メジャーを問わず様々なバンドが出演。
- 新宿RUIDO閉鎖後建物は解体され、同住所に2011年4月「ニコニコ本社」がグランドオープン。
- 2020年4月、地下1階部分にライブハウス「原宿RENON」がオープン。
- 2022年7月1日、原宿RUIDOに名称変更し、リニューアルオープン。

## かつての施設概要
外見からはライブハウスとは思えないような綺麗で独特な作り。もともとは1987年に建てられたファッションビル「原宿アイドルワンダーランド」だった。コンセプトは「不思議の国のアリス」であり、女性向けの複数のタレントショップが入居していた。その後のブーム終焉やバブル崩壊により撤退が続出し多数の空き店舗が出たが、RUIDOのみ営業が続けられていた。
ホール自体はステージが少し低いため（約30 cm）、客席との距離感がとても近く感じられる。また、壁面は本ホールでライブを行った著名人のサインや壁画で埋め尽くされているが、基本的に会場が暗いため、判別はかなり難しい。
- 客席数：100席。オールスタンディング時には約300人収容。
- ロッカー有り
- 所在地：東京都渋谷区神宮前1丁目15-2 原宿アイドルワンダーランドB2